# 둥지를 찾아서
둥지를 찾아서는 한국방송공사 1TV 특집드라마이다.

## 제작진
- 극본 : 이은교, 이세룡
- 연출 : 김재현

## 출연진
- 김갑수
- 송재호 : 윤기주 역
- 신구
- 정영숙
- 최정훈